# هانا یلاند
هانا یلاند (انگلیسی: Hannah Yelland؛ زادهٔ ۱۹۷۶) بازیگر اهل بریتانیا است.
از فیلم‌ها یا مجموعه‌های تلویزیونی که وی در آن‌ها نقش داشته‌است، می‌توان به نیروی نهایی، پوآرو، شهر دایناسورها و پدر براون اشاره نمود.